# Verona (canción)
«Verona» —[veˈroːna]; en español: «Verona»— es una canción compuesta por Sven Lõhmus e interpretada en inglés por Koit Toome & Laura. Se lanzó como descarga digital el 30 de enero de 2017 mediante Moonwalk. Fue elegida para representar a Estonia en el Festival de la Canción de Eurovisión de 2017 tras ganar la final nacional estonia, Eesti Laul 2017, el 4 de marzo de 2017.

## Festival de Eurovisión

### Festival de la Canción de Eurovisión 2017
Esta fue la representación estonia en el Festival de Eurovisión 2017, interpretada por Koit Toome & Laura.
El 31 de enero de 2017 se organizó un sorteo de asignación en el que se colocaba a cada país en una de las dos semifinales, además de decidir en qué mitad del certamen actuarían. Como resultado, la canción fue interpretada en 17.º lugar durante la segunda semifinal, celebrada el 11 de mayo de 2017. Fue precedida por Lituania con Fusedmarc interpretando «Rain of Revolution» y seguida por Israel con IMRI interpretando «I Feel Alive». La canción no fue anunciada entre los diez temas elegidos para pasar a la final, y por lo tanto no se clasificó para competir en esta. Más tarde se reveló que el país había quedado en 14.º puesto con 85 puntos.

## Formatos
| Descarga digital |          |          |  |
| N.º              | Título   | Duración |  |
| 1.               | «Verona» | 3:16     |  |

## Historial de lanzamiento
| Región  | Fecha               | Formato          | Discográfica | Ref.  |
| ------- | ------------------- | ---------------- | ------------ | ----- |
| Mundial | 30 de enero de 2017 | Descarga digital | Moonwalk     | [ 1 ] |